# Westlake Recording Studios
Westlake Recording Studios è un prestigioso studio di registrazione situato a West Hollywood.

## Storia
La sala di registrazioni è stata fondata al principio degli anni settanta da Tom Hidley, ed è nota come "una delle prime grandi imprese commerciali produttrici di sale separate dal suono acustico". Gli ambienti ebbero una grande risonanza e le sale "in stile Westlake" influirono su un fortuito numero di altri studi di registrazione alla fine degli anni settanta.
Un gran numero di artisti molto conosciuti ha registrato in queste stanze, tra cui Michael Jackson, Alanis Morissette, Madonna, Rihanna, Britney Spears, Justin Timberlake, Justin Bieber e Kygo.

## Sale d'incisione
Westlake si dirama in un totale di sette studi di registrazione. Gli studi A e B sono situati a Beverly Boulevard, mentre gli studi C, D, E sono situati a West Hollywood.